# Kilian Hennessy (1972)
Pour les articles homonymes, voir Hennessy (homonymie).
Kilian Hennessy, né le 27 mars 1972 à Boulogne-Billancourt, est un créateur de parfums français. 
Il est un maitre-parfumeur, bien qu’il ait a recours à différents parfumeurs, comme Calice Becker Sidonie Lancesseur, Alberto Morillas, Benoist Lapouza, et bien d’autres... pour la création de ses parfums.

## Biographie
Il est le petit-fils de Kilian Hennessy, fondateur du groupe LVMH, et le descendant direct — 8e génération —de Richard Hennessy, fondateur de la maison du même nom. En 2007, il crée sa société de parfum, By Kilian.
Kilian Hennessy a fait ses études au Celsa où il rédigera en 1995 son mémoire de fin d'études sur la sémantique des odeurs. Après ses études de communication et de science du langage et une formation de parfumeur auprès des plus grands nez du métier, dont Jacques Cavallier et Thierry Wasser, Kilian Hennessy décide de travailler dans des maisons de parfums reconnues telles Dior ou Armani puis crée sa propre marque de parfums de niche en 2007 : By Kilian.
Quelques années plus tard, la maison propose plus d'une trentaine de parfums, dont les dix de la collection L'Œuvre noire,. Ses parfums, où la vanille est omniprésente, sont parfois unisexes. L'odeur des vapeurs des chais se retrouve également dans ses compositions.
Le 25 février 2016, la société Estée Lauder Companies a annoncé l'acquisition de l'entreprise de parfums By Kilian. Le montant de cette transaction n’a pas été divulgué.

## Pour approfondir